# Matilda Lutz
Matilda Anna Ingrid Lutz (Milano, 28 gennaio 1992) è un'attrice e modella italiana con cittadinanza statunitense.

## Biografia
Figlia di Elliston Lutz, fotografo statunitense di Filadelfia d'origini tedesche, e dell'italiana Maria Licci, modella e titolare di un'agenzia di comunicazione, comincia lavorando nel settore della moda, dove molte case le fanno fare da testimonial. Frequenta intanto il Liceo scientifico "Leonardo da Vinci" di Milano e, una volta concluso, si trasferisce a New York, dove frequenta il suo primo corso di recitazione.
Torna a Milano per studiare psicologia all'Università Cattolica del Sacro Cuore, mentre continua a formarsi come attrice sotto la guida dell'acting coach scozzese Michael E. Rodgers nella sua scuola nel quartiere Barona. Successivamente, frequenta il corso di recitazione del Centro sperimentale di cinematografia.
Nel 2012 recita nel suo primo film L'ultima ruota del carro di Giovanni Veronesi, ma è con la serie televisiva Rai Fuoriclasse, nella quale interpreta Barbara Pinaider, che arriva la popolarità. Nel 2016 è tra i protagonisti del film L'estate addosso di Gabriele Muccino, presentato alla 73ª Mostra del cinema di Venezia.
Nel 2017 ottiene notorietà internazionale come protagonista di The Ring 3, terzo capitolo della saga horror statunitense iniziata con The Ring (2002), e del rape and revenge francese Revenge, di Coralie Fargeat, molto apprezzato dalla critica. L'anno seguente è nel cast principale della seconda stagione della serie italo-americana I Medici, nel ruolo di Simonetta Vespucci.
Nel 2021 recita in A Classic Horror Story, l'anno seguente in Coupez!, film diretto da Michel Hazanavicius e che apre il festival di Cannes, e nel 2023 in Reptile, al fianco di Benicio del Toro e di Justin Timberlake. Ha interpretato Michelina Di Cesare nella serie televisiva Briganti, uscita su Netflix il 23 aprile 2024. Nello stesso anno ha recitato con Daisy Ridley in Magpie, film diretto da Sam Yates, in A few days in the sun, film messicano diretto da Mauro Mueller, in Arachnid ed in Red Sonja, dove interpreta la feroce ed eroica principessa guerriera munita di spada del fumetto Marvel.

## Vita privata
È stata sposata con l'attore italiano Antonio Folletto; il 13 settembre 2018 nasce il primo figlio della coppia, Oliver Antonio.

## Filmografia

### Cinema
- L'ultima ruota del carro, regia di Giovanni Veronesi (2013)
- Somewhere Beautiful, regia di Albert Kodagolian (2014)
- Mi chiamo Maya, regia di Tommaso Agnese (2015)
- L'Universale, regia di Federico Micali (2016)
- L'estate addosso, regia di Gabriele Muccino (2016)
- The Ring 3 (Rings), regia di F. Javier Gutiérrez (2017)
- Revenge, regia di Coralie Fargeat (2017)
- The Divorce Party, regia di Hughes William Thompson (2019)
- A Classic Horror Story, regia di Roberto De Feo e Paolo Strippoli (2021)
- Zona 414 (Zone 414), regia di Andrew Baird (2021)
- Cut! Zombi contro zombi (Coupez!), regia di Michel Hazanavicius (2022)
- Azzurrina, regia di Giacomo Franciosa (2023)
- Reptile, regia di Grant Singer (2023)
- Magpie, regia di Sam Yates (2024)
- Red Sonja, regia di M. J. Bassett (2025)
- A Few Days In The Sun, regia di Mauro Mueller (2025)
- Arachnid, regia di Ángel Gómez (2025)

### Televisione
- Crossing Lines – serie TV, episodio 1x08 (2013)
- Fuoriclasse – serie TV, 14 episodi (2014-2015)
- I Medici - Lorenzo il Magnifico (Medici: The Magnificent) – serie TV, 5 episodi (2018)
- They Were Ten (Ils étaient dix) – serie TV, 6 episodi (2020)
- Briganti (Brigands The Quest for Gold) – serie TV, 6 episodi (2024)

### Cortometraggi
- Music Video, regia di Yves Peeters (2010)
- Beginning, regia di Jakob Saw (2010)
- Chekhovian, regia di Alice Filippi (2010)
- The Lost Scent in D minor, regia di Lee Jinsoo (2011)
- Megan, regia di Greg Strasz (2018)

## Doppiatrici italiane
Nelle versioni in italiano dei film dove recita in una lingua diversa da quella italiana, Matilda Lutz è stata in alcuni casi doppiata da altre interpreti:
- Veronica Puccio in The Ring 3, They Were Ten (ep. 3-6), Zona 414, Cut! Zombi contro zombi
- Deborah Morese in Revenge
- Ludovica Bebi in Reptile

In tutti gli altri casi (inclusi i primi due episodi di They Were Ten), Matilda Lutz si è doppiata da sola.